# Fernando Kettler
Fernando Kettler (Mitau, 1 de noviembre de 1655 - Mitau, 4 de mayo de 1737) fue el Duque de Curlandia y Semigalia entre 1730 y 1737. Fernando fue el hijo de Jacobo Kettler y Luisa Carlota de Brandeburgo. En 1730 se casó con Juana Magdalena de Sajonia-Weissenfels.

## Biografía
Kettler nació en el Palacio de Jelgava el 1 de noviembre de 1655. Entre 1658 y 1660, junto con el resto de su familia, fue prisionero de los suecos en Riga y más adelante en Ivangorod.
Luego de la muerte de su padre en 1682 el ducado paso a manos de su hermano mayor Federico Casimiro. Mientras tanto, Fernando se encontraba sirviendo en el ejército polaco, donde alcanzó el rango de teniente general. Participó en batallas en contra del Imperio Otomano. Luego de que Federico Casimiro muriera en 1698, su viuda, junto con Fernando, se convirtieron en los guardianes del menor Federico Guillermo y gobernaron el ducado en su nombre como regentes.
Cuando comenzó la Gran Guerra del Norte en 1700, Fernando Kettler participó en batallas cerca de Riga. Luego de su derrota en la Batalla de Daugava se escapó a Danzig, donde permaneció hasta su muerte. Durante la ocupación sueca, el Consejo del Ducado (landtag) rehusó reconocer a Fernando como duque. Luego de casarse con Ana de Rusia, el joven Federico Guillermo murió. Así fue que el siguiente candidato al trono de la casa real Kettler era Fernando, lo cual lo obligó a regresar a Curlandia, pero no lo hizo en forma inmediata. El ducado fue gobernado por Ana de Rusia en calidad de regente en este periodo.
En 1725 el Consejo del Ducado eligió a Mauricio de Sajonia como el nuevo duque. Sin embargo, se vio obligado a dejar Curlandia poco después de haber asumido el poder debido a problemas que tuvo con la administración imperial rusa.
Fernando Kettler se casó con la joven Juana Magdalena de Sajonia-Weissenfels a sus 75 años en 1730. Ese mismo año Ana de Rusia se convirtió en zarina del Imperio ruso y el Consejo del Ducado finalmente reconoció a Fernando como duque.
En 1736 el rey de Polonia, Augusto III ofreció el trono de Curlandia y Semigalia a Ernst Johann Biron en secreto. Este último era el amante de la zarina Ana y tenía una amplia influencia en los asuntos de estado.
Fernando Kettler murió en Danzig el 4 de mayo de 1737. Nunca tuvo hijos, por lo que el Consejo del Ducado terminó eligiendo a Ernst Johann Biron como el nuevo duque un mes después de su muerte.
| Predecesor: Ana de Rusia | Duque de Curlandia y Semigalia 1730-1737 | Sucesor: Ernst Johann von Biron |

- Datos: Q558983
- Multimedia: Ferdinand Kettler / Q558983